# فرودگاه پودگوریتسا
 فرودگاه پودگوریتسا (به انگلیسی: Podgorica Airport) (به زبان بومی: Aerodrom Podgorica) یک فرودگاه همگانی ۶۱۳۶ با کد یاتا TGD است . این فرودگاه در شهر پودگوریتسا کشور مونته‌نگرو قرار دارد و در ارتفاع ۴۳ متری از سطح دریا واقع شده است.

## شرکت‌های هواپیمایی و مقصدهای پروازی
The following airlines serve scheduled and charter services to and from Podgorica Airport:
| شرکت‌های هواپیمایی                          | مقصدهای پروازی |
| ------------------------------------------ | --- |
| آدریا ایرویز                               | لیوبلیانا |
| ایجین ایرلاینز اجرا توسط المپیک ایر        | فصلی: آتن |
| ایر صربیا                                  | بلگراد نیکولا تسلا |
| شرکت هواپیمایی آرمنیا                      | چارتر فصلی: زوارتنوتس |
| آلیتالیا اجرا توسط آلیتالیا سیتی‌لاینر      | لئوناردو دا وینچی-فیومیچینو |
| آسترین ایرلاینز                            | وین |
| انتر ایر                                   | چارتر فصلی: کاتوویتس، پوزنان-لاویکا، شوپن ورشو |
| لوت پولیش ایرلاینز                         | فصلی: شوپن ورشو |
| مونته‌نگرو ایرلاینز                         | بلگراد نیکولا تسلا، فرانکفورت، لیوبلیانا، شارل دوگل پاریس، لئوناردو دا وینچی-فیومیچینو، وین، زوریخ فصلی: کپنهاگ، دوسلدورف، لیون-سینت اگزوپری، دوموده‌دوو، زوارتنوتس |
| روسیه ایرلاینز                             | چارتر فصلی: ونوکووا، کولتسوو |
| رایان‌ایر                                   | برلین شونفلد، بروکسل جنوب شرلروآ، استانستد لندن، استکهلم-اسکاوستا                                                                                                  |
| اسمارت‌وینگز اجرا توسط تراول سرویس ایرلاینز | فصلی: پراگ رازیون |
| Thomson Airways                            | فصلی: بیرمنگام (آغاز از ۱۶ مه ۲۰۱۸), گاتویک (آغاز از ۲۳ مه ۲۰۱۸), منچستر (آغاز از ۲۰ مه ۲۰۱۸)                                                                      |
| ترکیش ایرلاینز                             | آتاترک |
| ویز ایر                                    | بوداپست فرنک لیست، ممینگن، میلانو مالپنسا |